# إيروايس
Erwise هو متصفح ويب تم إيقافه مبكراً، وهو الأول الذي كان متاحاً لنظام X Window.
تم إصدار المتصفح في أبريل 1992، وتم تصميمه لأجهزة الكمبيوتر Unix التي تعمل بنظام X ويستخدم مكتبة الوصول المشتركة W3 . كان Erwise مشروع ماجستير مشتركاً لأربعة طلاب فنلنديين في جامعة هلسنكي للتكنولوجيا (تم دمجها الآن في جامعة آلتو): كيم نيبيرج، وتيمو رانتانين، وكاتي سومينين، وكاري سيدانمانلاكا. قررت المجموعة إنشاء متصفح ويب بناءً على اقتراح روبرت كايليو، الذي كان يزور الجامعة، وأشرف عليه آري ليمكي .
توقف تطوير Erwise بعد تخرج الطلاب وانتقالهم إلى مشاريع أخرى. سافر تيم بيرنرز لي، مبتكر شبكة الويب العالمية، إلى فنلندا لتشجيع المجموعة على مواصلة المشروع. ومع ذلك، لم يتمكن أي من أعضاء المشروع من الاستمرار في المشروع دون التمويل المناسب.
ينشأ اسم Erwise من اسم آخر واسم مجموعة المشروع OHT.

## تطوير
لكي يتم نشر شبكة الإنترنت، أدرك تيم بيرنرز لي أن ما يريده الناس هو متصفح قائم على واجهة المستخدم الرسومية - متصفح يمكن أن يستهدف أنظمة تشغيل متعددة، والأهم من ذلك، أن يكون سهل الاستخدام للأشخاص الذين يواجهون تحديات تقنية. في ذلك الوقت، كانت أجهزة الكمبيوتر الشخصية أيضًا مربكة لبعض الأشخاص الذين لم يكن لديهم خبرة في التكنولوجيا.

## تاريخ
- موثقة مسبقًا للغاية (باللغة الفنلندية).[9]
- بدأ الترميز الجاد في مارس 1992[9]
- إصدار ألفا متاح بواسطة FTP مجهول من info.cern.ch — ثنائيات فقط (يعمل sun4، وdecstation أيضًا، والعرض يتطلب Motif ) اعتبارًا من 15 أبريل 1992.[9]
- تم إصدار كود المصدر على www-talk في 92 أغسطس[9]

## نقد
تعطل Erwise في بعض إصدارات Unix، والتي أرجعها بيرنرز لي إلى ضعف تطبيقات Motif.